# Kirchbach in Steiermark
Kirchbach in Steiermark ist eine ehemalige Marktgemeinde mit 1547 Einwohnern (Stand: 31. Oktober 2013) im Süd-Osten der Steiermark im Bezirk Südoststeiermark. Im Rahmen der Gemeindestrukturreform in der Steiermark wurde die Gemeinde mit 1. Jänner 2015 mit der Gemeinde Zerlach zusammengeschlossen. Die neue Gemeinde führte 2015 den Namen Kirchbach in der Steiermark und wurde 2016 in Kirchbach-Zerlach umbenannt. Grundlage war das Steiermärkische Gemeindestrukturreformgesetz – StGsrG.

## Geografie

### Geografische Lage
Kirchbach liegt an der Schwarzau ca. 25 km südöstlich von Graz und ca. 17 km westlich der Bezirkshauptstadt Feldbach im Oststeirischen Hügelland. Die Marktgemeinde Kirchbach in Steiermark ist eine Mitgliedsgemeinde im Steirischen Vulkanland.

### Nachbarorte
- im Norden: Zerlach
- im Osten: Sankt Stefan im Rosental
- im Süden: Schwarzau im Schwarzautal
- im Westen: Frannach, Pirching am Traubenberg

### Gliederung
Das Gemeindegebiet umfasste folgende sechs Ortschaften (in Klammern Einwohnerzahl, Stand 1. Jänner 2024):
- Glatzau (236)
- Kirchbach in Steiermark (861)
- Kleinfrannach (168)
- Maierhofen (116)
- Tagensdorf (19)
- Ziprein (142)

Die Gemeinde bestand aus den Katastralgemeinden
- Kirchbach in Steiermark und
- Ziprein.

### Eingemeindungen
Die Gemeinde Ziprein wurde in den 1960er Jahren geteilt. Das Gebiet von Ziprein und Kleinfrannach entschied sich der Pfarrzugehörigkeit nach für die Eingemeindung nach Kirchbach. Das Gebiet von Tagensdorf wurde nach St. Stefan i. R. eingemeindet. Nur der Ortsteil im Bereich der Hofmühle wurde nach damaligen Jagdreviergrenzen nach Kirchbach eingemeindet.

### Klima
Klimaregion Südoststeirisches Riedelland

## Geschichte

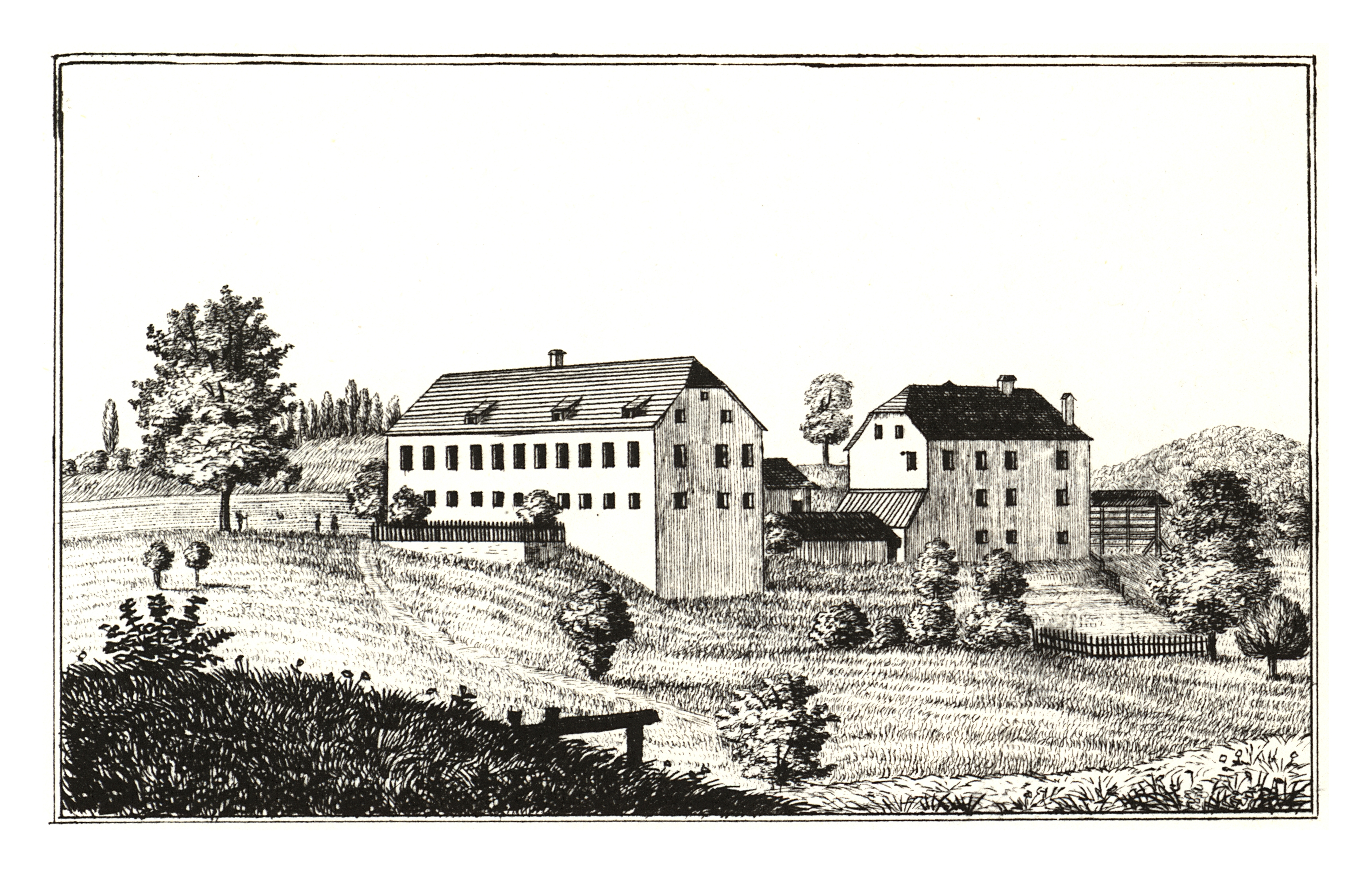
Schloss Waldegg, um 1830

Die Ursprünge Kirchbachs, Gründer, Gründungsdatum und -anlass liegen im Dunkeln. Aber schon mehrere Jahrhunderte vor der ersten urkundlichen Erwähnung 1240 wohnten dort Slawen, und die Ortsnamen stammen aus dieser Zeit.
Um den slawischen Einfluss zurückzudrängen, beriefen die Herzöge fränkische, später bayerische Ansiedler. Die Grundherren wiesen den Ansiedlern bestimmte Plätze an, auf denen sie ihre Wohnhäuser erbauen konnten, zumeist zu beiden Seiten einer Straße. Es entstand ein sogenanntes Straßendorf, wie Kirchbach eines ist. Die Slawen wohnten vorwiegend in Haufendörfern. Die Endsilbe des Ortsnamens „bach“ deutet auf eine Ansiedlung fränkischen Ursprunges hin, die Umgebung aber war slawisch.
Im Jahre 1240 wird Chirchpach das erste Mal urkundlich genannt. 1256 wurde Chirchpach als einbringende Pfarre vom Bischof Ulrich von Seckau an den Herrn Gundacker von Gleitsow von Narrenegg verpfändet; 1260 wird diese Verpfändung durch Bischof Bernhard von Seckau wieder zurückgenommen.
Im Jahre 1300 schrieb man Chirchperg, 1318 Chirchpach, 1378 Chiripach, 1381 Chirpach, 1387 Ciripach, 1433 Kirpach, 1447 Kchirichpachberg, 1452 Chirchdorf, 1475 Kirichpach, 1478 Kirchpach. Hier wird die Erlaubnis genannt, die Kirche zu Kirchpach „von dem prochnen gesloss Narrenegk und dem gemevr daselbs“ zu bauen. In einem Schreiben an den Bischof im Jahre 1770 erscheint der Name Kierchbach, im selben Jahre noch Khuerchbach, 1781 auf einer Kirchenrechnung Kuerchbach, und schließlich verallgemeinerte sich die Schreibweise zu Kirchbach.
Am 11. Februar 1932 erfolgte die Markterhebung von Kirchbach.

## Kultur und Sehenswürdigkeiten

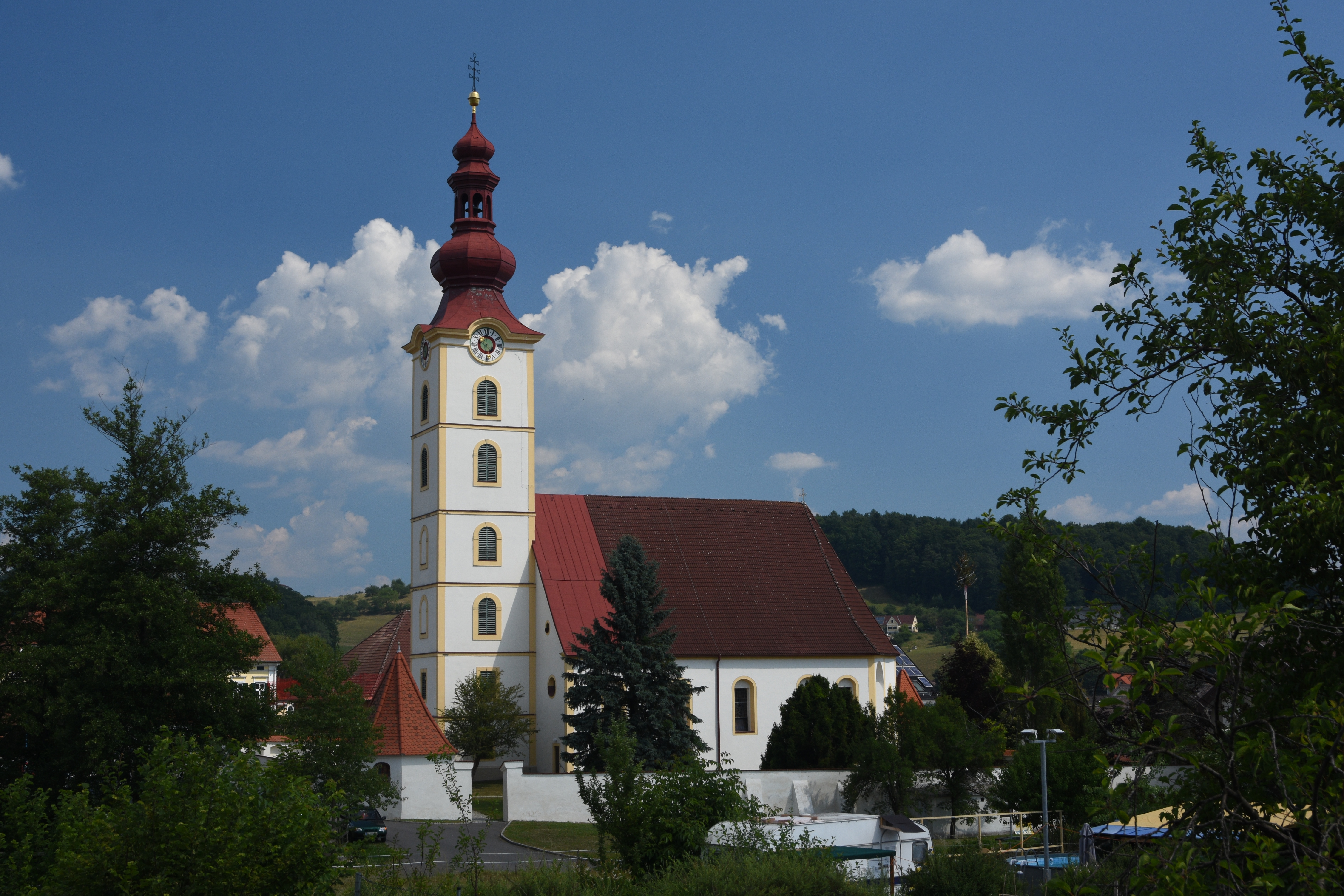
Pfarrkirche Kirchbach in Steiermark

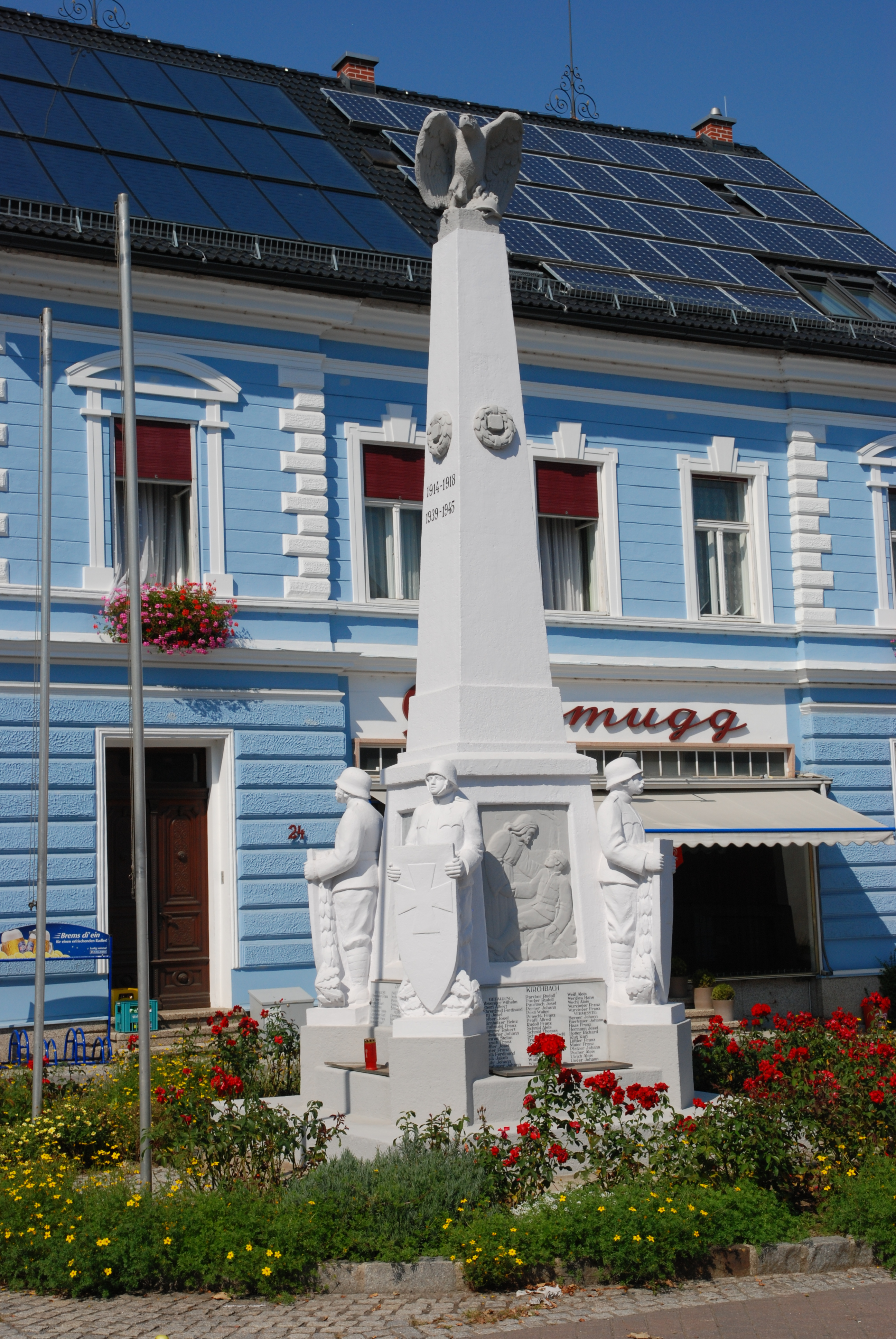
Kriegerdenkmal Kirchbach

Siehe: Liste der denkmalgeschützten Objekte in Kirchbach-Zerlach
- Katholische Pfarrkirche Kirchbach in Steiermark hl. Johannes der Täufer

### Musik
Marktmusikkapelle Kirchbach

### Regelmäßige Veranstaltungen
- Broat Tratt'n: An sechs Donnerstagabenden im Juli und August schenken Wirte und Direktvermarkter der Pfarre Kirchbach heimische Schmankerl hinter dem „Pfarrstall“ aus.
- Anna Kirtag: Die Marktmusikkapelle Kirchbach veranstaltet am Wochenende vor bzw. nach dem Namenstag der Heiligen Anna am Anwesen der Familie Zenzhiasl neben der Filialkirche St. Anna das Annafest.
- Johanni Sonntag: Am Sonntag vor bzw. nach dem Namensfest des Pfarrpatron Johannes wird die Ortsdurchfahrt gesperrt. Vom Marktplatz in Richtung Süden werden zahlreiche Marktstände aufgestellt. Im Bereich der südlichen Ortsausfahrt präsentieren sich Gewerbebetriebe.

### Kulinarische Spezialitäten
Zu den regionalen Spezialitäten von Kirchbach zählen das Kernöl, ein etwas nussig schmeckendes Kürbiskernöl, sowie der Sterz, eine Grießspeise, die in Kirchbach als Haidensterz (aus Buchweizenmehl) und als Türkensterz (aus Kukuruzgries) zubereitet wird.

## Wirtschaft und Infrastruktur
Kirchbach dient den umliegenden landwirtschaftlich geprägten Gemeinden als Einkaufs- und Pfarrzentrum. Die wirtschaftliche Struktur ist geprägt durch die Land- und Forstwirtschaft. Aber auch mittelständische Unternehmen aus den Bereichen Baustoff, Transport und Elektronikerzeugung haben sich angesiedelt. Das wirtschaftliche Einzugsgebiet der Marktgemeinde Kirchbach erfasst einen Radius von etwa 5000 Einwohnern im Schwarzautal, Labilltal bis Krumegg und St. Marein. Der Strukturwandel im gewerblichen Sektor führte zu einer Verschiebung in den Dienstleistungsbereich. Vor allem der Versicherungsbereich hat sich seit 1995 in Kirchbach mit mehreren Maklerbüros etabliert. Ein schwerer Verlust für die Marktgemeinde Kirchbach waren die Absiedlung des Furnierwerkes Balasso nach Lebring. 
Das ehemalige Industrieareal steht leer. Die 2007 in Insolvenz geratene Betonindustrie in Glatzau wurde 2008 wieder von neuen Betreibern hochgefahren. Das ehemalige Fertigteilwerk soll erweitert werden. Der südseitige Bereich des Industrieareals wird von einer neuen Betreibergruppe im Oktober 2008 übernommen (Betonwerk Kirchbach).

### Verkehr
Die B 73 bildet die Nordsüdverbindung durch das Gemeindegebiet von Kirchbach. Im Bereich des Kreisverkehrs in Glatzau zweigt die L 203 nach St. Stefan im Rosental ab. In Ziprein zweigt die L 215 nach Wildon ab. Die Länge des Gemeindewegenetzes beträgt ca. 35 km. Von Kirchbach führt ein Geh- und Radweg entlang der B 73 nach Ziprein.

### Medien
Kirchbacher Berichte

### Öffentliche Einrichtungen
- Volksschule und Neue Mittelschule, Polytechnische Schule für die umliegenden Gemeinden;
- historisches Freibad (err. 1952);
- Sporthalle;
- Kindergarten, 3-gruppig, ganztägig;
- Begegnungszentrum Magnolienbaum

## Politik

### Gemeinderat
Der Gemeinderat bestand aus 15 Mitgliedern und setzte sich zuletzt (Gemeinderatswahl 2010) aus Mandaten der folgenden Parteien zusammen:
- 8 ÖVP – stellt den Bürgermeister (Josef Winter, wiedergewählt seit 9. Juni 2010) und den Vizebürgermeister (Josef Platzer)
- 4 Vereinigte Namensliste Gemeinde Kirchbach (VNLGK) – stellt den Gemeindekassier
- 3 SPÖ

### Bürgermeister
Josef Winter, Jg. 1963, gewählt seit 28. April 1995

### Wappen
Die Verleihung des Gemeindewappens erfolgte am 29. Jänner 1932.

Wappenbeschreibung: In einem roten, von einem erniedrigten silbernen Wellen-Balken durchzogenen Schilde steht auf einem grünen Hügel vorwärts gewendet, mit gespreizten Beinen ein junger bartloser Landmann mit schwarzem Kopfhaar, angetan mit Hemd und darüber mit einem bis zum Ellenbogen und bis zu den Knien reichenden blauen Leibrocke, braunen enganliegenden Hosen und Bundschuhen. Um die Mitte ein vorn mit einer Schnalle geschlossener Ledergurt, an dessen rechter Seite ein brauner Sack hängt; hinter dem Sacke sichtbar der Griff eines Messers. In der erhobenen Rechten hält die Gestalt pfahlweise eine Sichel mit einwärts gekehrter Schneide, in der Linken fünf Ähren. Den Schild umgibt eine ornamentierte bronzefarbene Randeinfassung.

## Persönlichkeiten

### Ehrenbürger
- Josef Wallner (* 9. Jänner 1902 in Eibiswald (Steiermark); † 2. März 1974 in Leoben) war ein österreichischer Landwirt und Politiker der CSP und ÖVP. Wallner war ab 1932 Bürgermeister des Marktes Kirchbach in Steiermark. Er war Abgeordneter zum Steiermärkischen Landtag und 1945–1949 sowie 1952–1961 Erster Präsident des Landtages, ab 1948 Präsident der Landwirtschaftskammer Steiermark, ab 1960 Präsident des Österreichischen Bauernbundes. Von 1961 bis 1970 war Wallner Abgeordneter zum Nationalrat, von 1962 bis 1970 Dritter Präsident des Nationalrates.
- Hermann Schützenhöfer

### Mit Kirchbach verbunden
- Werner Schmeiser, Goldschmied und Künstler
- Anton Stephan, Politiker
- Heinrich Haas, Filmproduzent